# Myrcia apodocarpa
Myrcia apodocarpa är en myrtenväxtart som beskrevs av Ignatz Urban. Myrcia apodocarpa ingår i släktet Myrcia och familjen myrtenväxter. Inga underarter finns listade i Catalogue of Life.